# Camponotus elevatus
Camponotus elevatus är en myrart som beskrevs av Auguste-Henri Forel 1899. Camponotus elevatus ingår i släktet hästmyror, och familjen myror. Inga underarter finns listade.